# Georges Chappe
Georges Chappe (Marselha, 5 de março de 1944) é um ex-ciclista francês, que competiu como profissional entre 1965 e 1972. Ele terminou em último lugar no Tour de France 1971. Competiu na prova de 100 km contrarrelógio por equipes nos Jogos Olímpicos de Verão de 1964, terminando na sexta posição.